# Butch Leitzinger

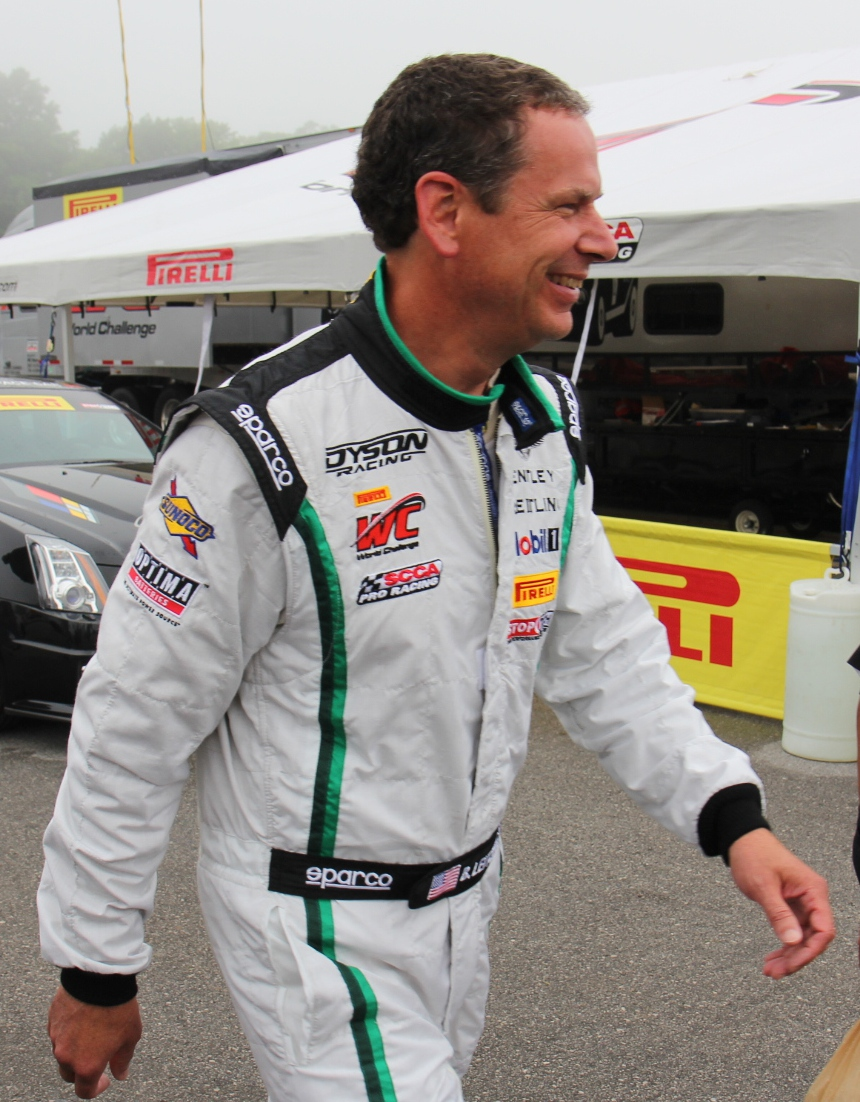
Leitzinger en 2014, Road America

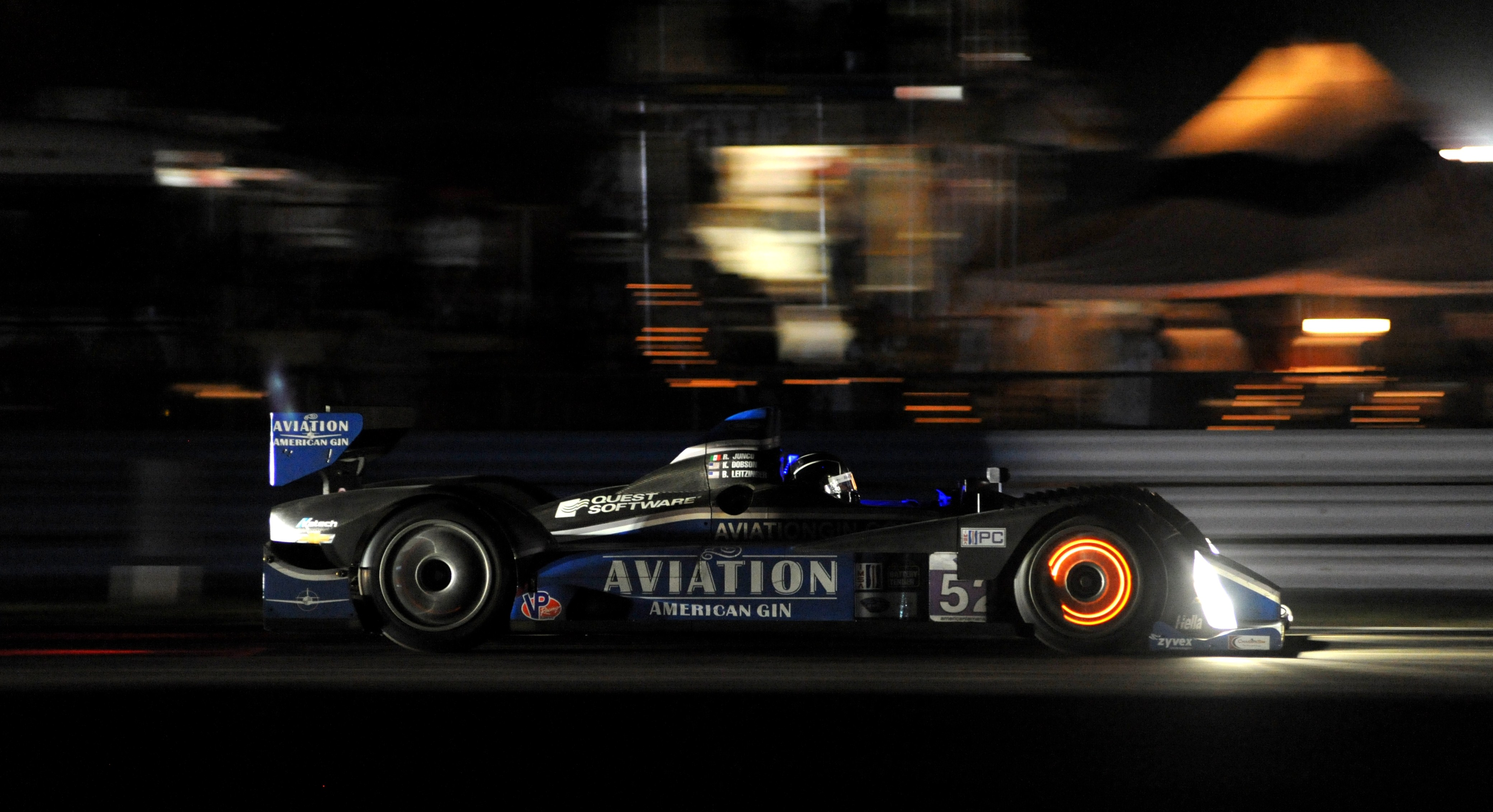
Butch Leitzinger en las 12 Houras de Sebring

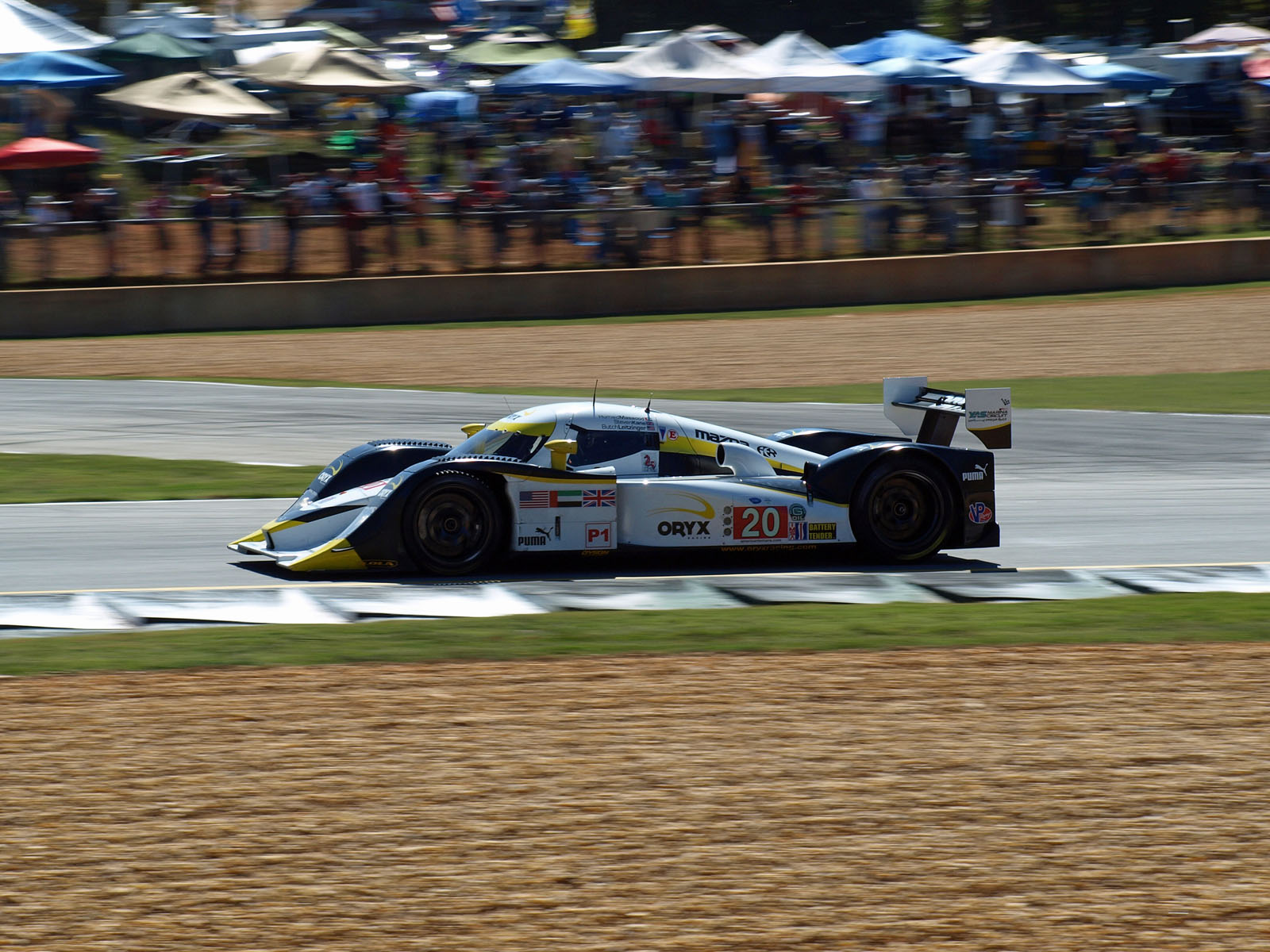
Butch Leitzinger en Petit Le Mans 2012

Robert Franklin Leitzinger, más conocido como Butch Leitzinger (Homestead, Pensilvania, Estados Unidos, 28 de febrero de 1969), es un piloto de automovilismo de velocidad estadounidense que ha triunfado en las principales competiciones de resistencia.
En las clases mayores de sport prototipos, obtuvo el Campeonato IMSA GT en 1997 y 1998, fue campeón de la Grand-Am Rolex Sports Car Series en 1999 y subcampeón en 1998 y 2001, y resultó subcampeón de la American Le Mans Series en 2004 y 2006. También venció en las 6 Horas de Watkins Glen de 1997 y 2000. En total, obtuvo 15 victorias absolutas en la serie Grand-Am, 13 en la IMSA, y cuatro en la ALMS.
En cuanto a resultados en carreras, resultó tercero absoluto en las 24 Horas de Le Mans de 2001, cuarto en 2002 y séptimo en 1999. Fue tres veces ganador de las 24 Horas de Daytona en 1994, 1997 y 1999. En las 12 Horas de Sebring, llegó segundo absoluto en 1999 y 2008, tercero en 2005, cuarto en 2002 y quinto en 2006.

## Carrera deportiva
Leitzinger disputó el Campeonato IMSA GT con Nissan en la clase GTU, resultando subcampeón en 1992 y campeón en 1993.
En 1995, el piloto inició su relación con el equipo Dyson. Al volante de un Riley & Scott-Ford de la clase mayor WSC, finalizó sexto en el campeonato de pilotos, logrando una victoria y cuatro podios. En 1996 quedó tercero por detrás de Wayne Taylor y Max Papis, con un total de tres victorias y seis podios.
Leitzinger acumuló cinco triunfos y nueve podios en 1997, de modo que logró el campeonato de la clase WSC frente a sus compañeros de equipo Elliott Forbes-Robinson y James Weaver. En 1998 defendió el título al conseguir cinco triunfos y siete podios.
Antes de la desaparición del Campeonato IMSA GT para la temporada 1999, Dyson mantuvo a Leitzinger en sus programas en la American Le Mans Series y el United States Road Racing Championship, siempre con un Riley & Scott-Ford. En la ALMS logró dos podios para ubicarse octavo en el campeonato de pilotos de prototipos. En las cinco fechas del USRRC, consiguió dos victorias y cuatro podios que lo colocaron segundo. Además, disputó las 24 Horas de Le Mans con un Panoz LMP-1 Roadster S oficial.
En 2000, Leitzinger participó en siete fechas de la serie Grand-Am (ex USRRC) con distintos equipos. Llegó segundo en las 24 Horas de Daytona con un Cadillac LMP oficial, y ganó tres fechas con un Riley & Scott-Ford de Dyson, terminando así noveno en el campeonato de pilotos de la clase SR. Además, disputó las 24 Horas de Le Mans y Petit Le Mans nuevamente con un Cadillac LMP oficial.
El piloto corrió con Dyson a tiempo completo en la serie Grand-Am 2001, nuevamente con un Riley & Scott-Ford. Consiguió cinco victorias y cuatro segundos puestos, resultando así subcampeón por detrás de su compañero de butaca Weaver. También disputó cuatro fechas de la ALMS para Dyson, en este caso con un Riley & Scott-Lincoln de la clase LMP900, donde logró un tercer puesto como mejor resultado.
Leitzinger compitió en cinco fechas de la serie Grand-Am 2002 con Dyson. Consiguió un triunfo y tres podios, lo que le bastó para ubicarse sexto en el campeonato de pilotos de la clase SR. En la ALMS, resultó cuarto y quinto en sendas carreras con un Riley & Scott-Lincoln de la clase LMP900, y logró dos podios en cuatro apariciones con un MG-Lola EX257 de la clase LMP675. Por otra parte, resultó cuarto absoluto en las 24 Horas de Le Mans con un Bentley Speed 8 oficial.
En 2003, el piloto dejó de disputar la serie Grand-Am, y fue titular en la ALMS con un MG-Lola EX257 de Dyson. Consiguió dos victorias y seis podios, quedando así sexto en el campeonato de pilotos de la clase LMP675. También disputó las 24 Horas de Le Mans para el equipo Risi con una Ferrari 360 de la clase GT.
Dyson pasó a disputar la clase LMP1 de la ALMS para la temporada 2004. Al volante de un MG-Lola EX257, Leitzinger consiguió una victoria y cinco podios, para resultar subcampeón junto a Weaver, por detrás de J. J. Lehto y Marco Werner. En paralelo, participó en la serie Grand-Am con un Crawford-Pontiac de Howard Boss junto a Forbes-Robinson. Obtuvo una victoria, tres podios y ocho top 5, para quedar octavo en el campeonato de pilotos de la clase DP.
Leitzinger resultó séptimo en la clase LMP1 de la ALMS 2005 con Dyson, obteniendo dos victorias y dos terceros lugares con su Lola EX257. En paralelo, consiguió dos victorias y seis podios en la serie Grand-Am, nuevamente con junto a Forbes-Robinson con un Crawford-Pontiac de Howard Boss, resultando así quinto en el campeonato de pilotos de DP.
El piloto continuó disputando la ALMS y la Grand-Am para Dyson y Howard Boss respectivamente. En la ALMS se ubicó cuarto con un Lola-AER de la clase LMP1, por detrás de Rinaldo Capello, Allan McNish y su compañero de equipo Weaver. En tanto, obtuvo dos podios y seis top 5 en la Grand-Am para colocarse 14º en el campeonato de DP.
En 2007, Dyson adoptó el Porsche RS Spyder para disputar la clase LMP2 de la ALMS. Leitzinger logró un segundo puesto, un tercero y un cuarto junto a Wallace, para quedar quinto en la tabla final. Además, disputó las dos carreras de resistencia de la Grand-Am con un Crawford-Porsche de Howard.
Leitzinger consiguió dos podios en la ALMS 2008, entre ellos un segundo puesto absoluto en las 12 Horas de Sebring. Así, él y su compañero de butaca Marino Franchitti terminaron séptimos en el campeonato de pilotos de LMP2.
La clase LMP2 de la ALMS 2009 contó con apenas tres participantes regulares. Leitzinger venció dos veces junto a Franchitti, ahora con un Lola-Mazda, de modo que resultó subcampeón de pilotos y equipos, por detrás de Adrián Fernández y Luis Díaz de Fernández Racing.
Dyson quedó con un único automóvil en la temporada 2010, y Leitzinger quedó fuera del equipo. Disputó las primeras cuatro fechas para Alex Job con un Porsche 911 de la clase GTC, logrando dos victorias en las 12 Horas de Sebring y Long Beach. Más tarde disputó Petit Le Mans con un Jaguar XK de Rocketsports. Por otra parte, disputó las 24 Horas de Daytona y las 6 Horas de Watkins Glen de la serie Grand-Am con un Riley-Porsche del equipo Brumos, resultando quinto en la segunda de las prubeas.
En 2011, el piloto obtuvo un tercer puesto en la clase GTC de la ALMS en Lime Rock con Alex Job. Luego triunfó en la clase LMPC en Road America con PR1. Más tarde, volvió a correr con un Lola-Mazda de Dyson en Laguna Seca y Petit Le Mans.
Leitzinger disputó las 24 Horas de Daytona de 2012 con un Porsche 911 para Alex Job, acompañado de Emmanuel Collard y Marco Holzer y el amateur Cooper MacNeil. Luego participó en cuatro fechas de la ALMS para PR1 en la clase LMPC, obteniendo un segundo puesto en Sebring.